# Margarida d'Angulema
Margarida d'Angulema també anomenada Margarida de Navarra, Margarida d'Orleans i Margarida d'Alençon (Angulema 11 d'abril de 1492 - Odos, França 21 de desembre de 1549), fou duquessa consort d'Alençon (1509-1525) i reina consort de Navarra (1527-1549). Fou protectora d'artistes a la cort francesa i al castell de Nérac. Germana del rei Francesc I de França, fou la mare de Joanae d'Albret (reina de Navarra) i mare del futur Enric IV de França. També és coneguda per ser, després de Christine de Pisan i Marie de France, una de les primeres dones de lletres francesa, anomenada la dea de les muses, i també, com elles, pel seu protofeminisme.

## Orígens familiars
Nasqué l'11 d'abril de 1492, filla de Carles d'Angulema, comte d'Angulema, i Lluïsa de Savoia. Carles d'Orleans era descendent directe de Carles V de França i pretendent de la corona francesa a la mort sense descendència de Lluís VIII de França. Als dos anys, Margarida i la seva família es traslladaren d'Angulema a Conyac. Allà nasqué el germà de Margarida i futur rei de França Francesc d'Angulema. Gràcies a la seva mare Margarida aprengué llatí i grec.

## Joventut
Des de l'edat de vuit anys, amb el pare mort des de feia quatre anys, els pretendents es van succeir: el marquès de Montferrat, i Artur Tudor, príncep de Gal·les. A l'edat de deu anys, la seva mare la intentà casar amb el príncep de Gal·les Enric d'Anglaterra, duc de York, germà d'Artur Tudor, però l'enllaç fou refusat per l'anglès. Posteriorment es prometé amb Gastó de Foix, nebot de Lluís XI de França, però aquest morí a Ravenna abans d'haver-se casat. També li foren pretendents el duc de Calàbria, fill del rei de Nàpols, i el rei Cristià II de Dinamarca.
Però a causa d'un procés oposant les cases d'Angulema i d'Alençon, el 1509, als 17 anys, es va casar en primeres noces amb el duc d'Alençon Carles IV. Aquest matrimoni permeté disminuir aquest vell conflicte. La vida al castell d'Alençon, certament, no va ser alegre: «…tancada en un obac castell medieval, entre una sogra molt pietosa, i un marit illetrat, d'esperit militar".
Entre 1515 i 1518, la situació material de Margarida millorà clarament: regals del rei, balls, festes…; ja que el seu germà segon, Francesc de Valois-Angulema, havia pujat al tron de França el 1515 (sota el nom de Francesc I de França a la mort de Lluís XII de França. Margarida reemplaça fins i tot en les cerimònies oficials la seva cunyada, la reina Clàudia, primera esposa del rei, durant l'embaràs d'aquesta.
El 1525 fou un any terrible: Margarida, que era a Lió, es va assabentar de la derrota de Pavia. El seu germà Francesc I hi fou fet presoner. Quant a Carles IV d'Alençon, el seu espòs, havia aconseguit fugir després de la batalla i arribar a Lió, però va morir l'abril de 1525. Margarida serà designada per negociar amb l'emperador Carles V l'alliberament del rei de França. Però l'emperador i el seu canceller, Mercurin de Gattinara, no volien parlar de rescat: el que exigeixen era la retrocessió de Borgonya, de la qual Carles V era teòricament hereu per la seva àvia. La missió de Margarida, doncs, va fracassar però va confortar Francesc I.

### La «reina Margarida»

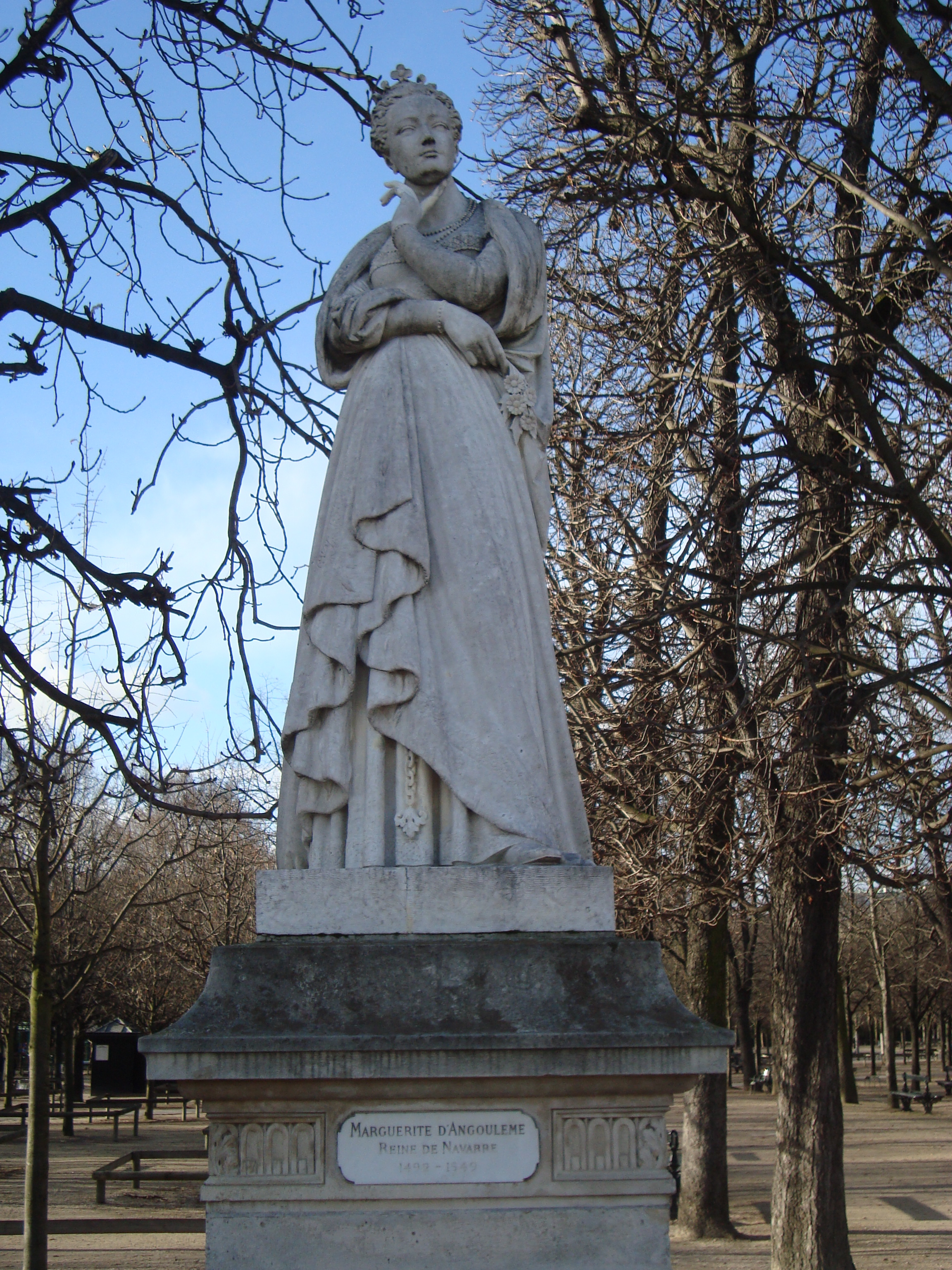
Estàtua al jardí de Luxemburg, París, de Margarida d'Angulema en la sèrie de Reines de França i dones il·lustres

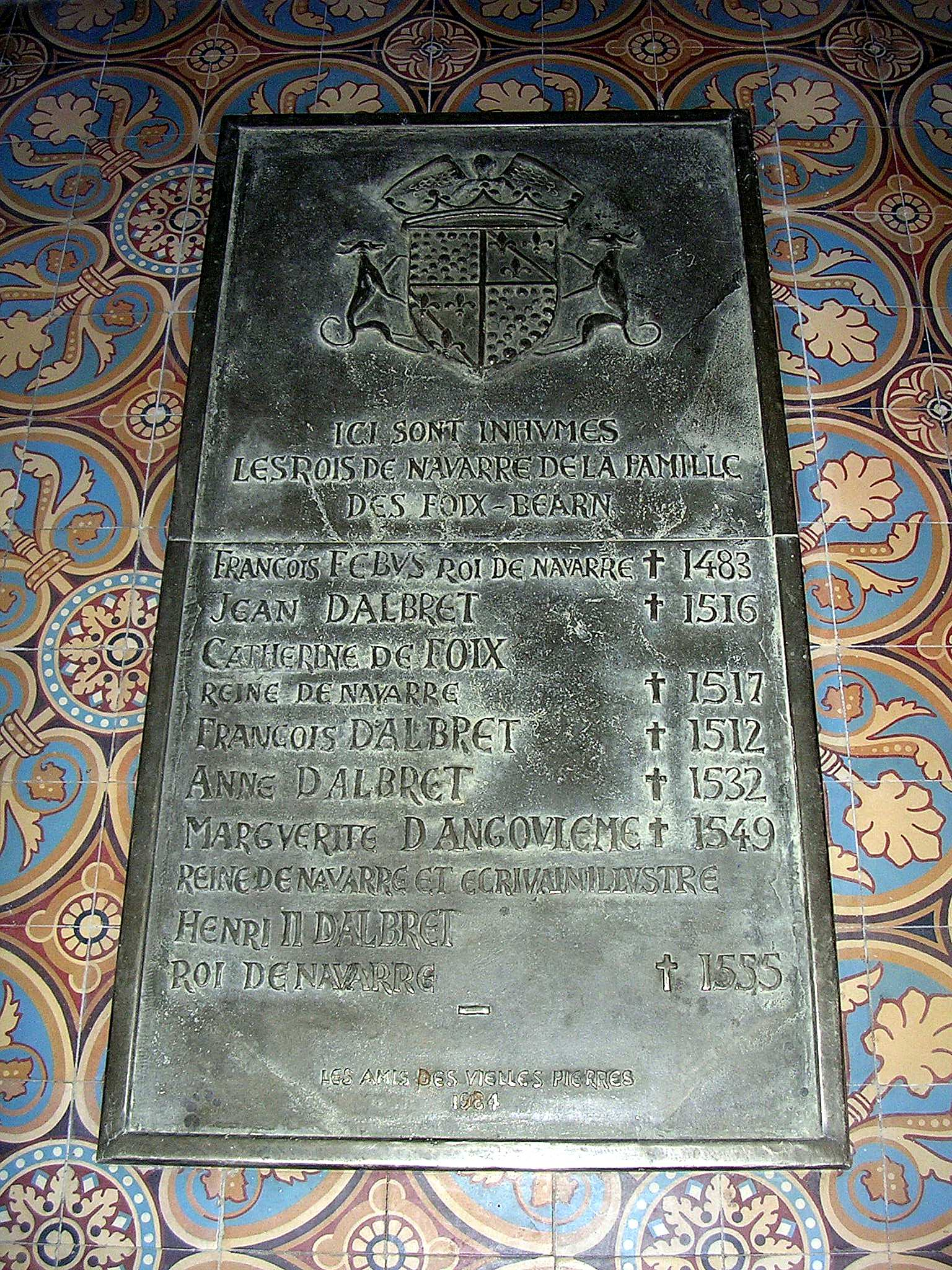
Tomba dels reis de Navarra a l'antiga catedral de Lescar, on Margarida d'Angulema, «reina de Navarra i escriptora il·lustre» fou inhumada

El 1527, vídua i sense fills, es va casar de nou amb Enric II d'Albret, rei de Navarra. L'heus aquí reina, però d'un Regne de Navarra amputat de la seva part sud, situada més enllà dels Pirineus, que el seu poderós veí espanyol Ferran el Catòlic havia annexat el 1512. Dona a llum el 1528 una noia, Joana d'Albret, que serà l'última reina de Navarra i la mare del futur Enric IV de França. Margarida va entrar després en un període de dol: el 1530, el seu fill Joan, de sis mesos, va morir; i el 1531 perd la seva mare, Lluïsa de Savoia.
Margarida tempta la via de la conciliació amb l'emperador Carles V per recuperar els seus territoris al sud de les Pirineus: les conferències se succeeixen a Niça i a Aigüesmortes, els gestos de bona voluntat, els projectes d'unió de la petita Joana amb el petit infant Felip II de Castella. Però el resultat fou un fracàs, tot com la seva oposició al poderós conestable de França, Anne de Montmorency (1492-1567). Però Margarida, a mesura que la seva influència política declinava, veia el seu paper de protectora de les lletres augmentar; cada vegada li eren dedicades més obres.
Des de la fi de 1542, va tornar a les seves terres: va fer de Mont-de-Marsan el seu «retir», lloc de jubilació i de recolliment. Hi va repartir el seu temps entre la composició de l'Heptameron i les responsabilitats del poder en absència del seu segon marit. Una breu tornada al Louvre a partir de gener 1545: haurà d'assumir les defuncions del segon fill del rei i després la del seu germà. Es va retirar del món durant quatre mesos al convent de Tusson. Mort Francesc I (1547), el seu fill Enric II de França va pujar al tron. El 1548 la seva filla Joana, després de moltes peripècies, es va casar amb Antoni de Borbó-Vendôme. Margarida ho va intentar tot per evitar aquesta unió. Va anar al Bearn per alguns mesos i es va sotmetre als beneficis del termalisme a Cauterets. Va morir als 57 anys el 21 de desembre de 1549 d'una inflamació dels pulmons deguda al fred de la nit al seu castell d'Odos, on va morir. La reina va morir sola, el seu marit va arribar massa tard. Les exèquies foren celebrades el 10 de febrer 1550 a la catedral de Lescar, necròpoli dels reis de Navarra.

## Núpcies i descendents
El 2 de desembre de 1509 es va casar amb l'aleshores comte (després duc) Carles IV d'Alençon, per un decret del rei francès. D'aquesta unió no hi hagué fills.
El 24 de gener de 1527 es va casar a Saint-Germain-en-Laye, prop de París, amb el rei Enric II de Navarra. D'aquesta unió nasqueren:
- la infanta Joana III de Navarra (1528-1572), reina de Navarra
- l'infant Joan de Navarra (vers 1530-?), mort jove

## La seva obra literària

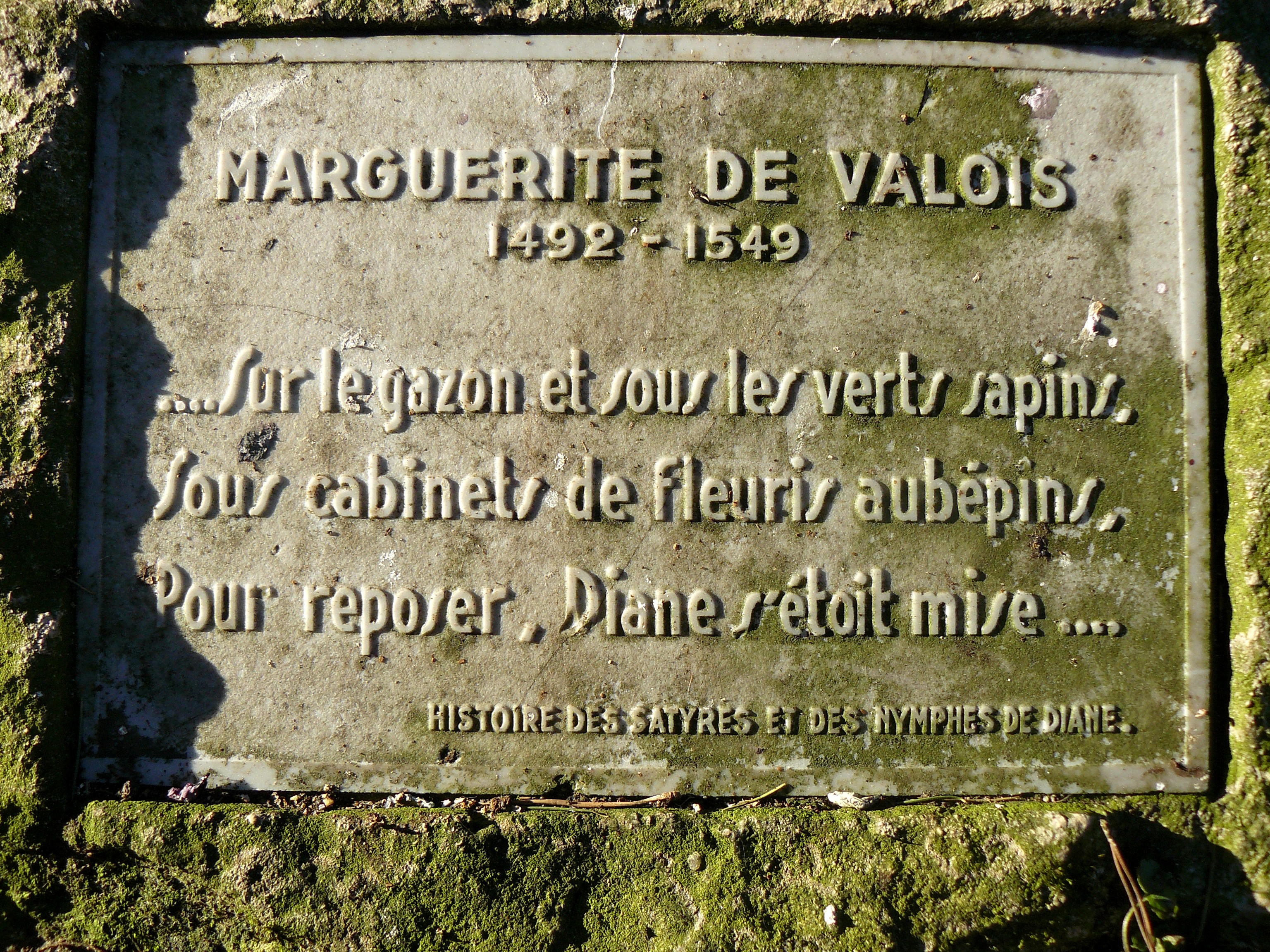
Vers de Margarida de Valois (Margarida de Navarra), jardí dels Poetes, París

Abans de la trentena, Margarida no es distingí gaire per la seva producció literària: escrivia com el seu pare, la seva mare, el seu germà o com la resta de la gent de la cort. El 1524 va escriure Le Dialogue en forme de vision nocturne i van seguir:
- Le Miroir de l'âme pécheresse, compost entre 1527 i 1529
- Les Marguerites de la Marguerite des princesses (publicat el 1531 i altre cop el 1533)
- Les Chansons spirituelles (compost entre 1535 i 1547, publicat el 1547)
- La Comédie de la nativité de notre seigneur Jésus-Christ (vers 1530)
- La Comédie de l'adoration des trois rois (vers 1530)
- La Comédie des innocents (vers 1530)
- La Comédie du désert (vers 1530)
- Le Triomphe de l'agneau
- La Complainte pour un détenu prisonnier
- La Fable du Faux Cuyder
- Le Malade, escrit el 1535-1536
- L'Inquisiteur, escrit el 1536
- La Coche (1541)
- la Comédie des Quatre Femmes (febrer de 1542)
- La Navire, escrita el 1547
- La Comédie sur le trépas du roi, de final de 1547
- Les Prisons
- La Comédie de Mont-de-Marsan, datada el 1548
- L'Heptaméron, recull de 72 notícies contades en 7 dies

Destacà de tota aquesta obra L'Heptaméron, que és un recull de contes amorosos. Els altres escrits més remarcables, en vers, són: Les Marguerites de la Marguerite des princesses (consell per a princeses i tractat a favor de la tolerància) i Le Malade (comèdia). Diverses obres són de caràcter religiós, tant càntics a Déu com representacions o recreacions d'escenes bíbliques.

### L'Heptaméron
- Édition Antoine Le Roux de Lincy, Paris, Lahure, Société des bibliophiles, 1853-54, 3 vol.
- Édition F.Franck, Paris, Liseux, 1879, 3 vol.
- Édition Michel François, Paris, Garnier; réimp. 1991 : Ms B.N. fr. 1512.
- Édition Yves Le Hir : Nouvelles, Grenoble, PUF, 1967 : Ms B.N. fr. 1524.
- Édition Simone Glasson, Paris, G. F., 1982
- Édition R. Salminen, Annales Academiae Scientiarum Fennicae, Helsinki, 1991 : Ms B.N.fr.1552

### Poesia i teatre
- La Coche, éd. R. Marichal, Genève, Droz, 1971
- Chansons spirituelles, éd. G. Dottin, Genève, Droz, 1971
- Comédie de la Nativité de Jésus-Christ, éd. P. Jourda, Paris, 1939
- Comédies…, F. E. Schneegans, Bibliotheca romanica, Strasbourg, 1924
- Les dernières poésies…, publié par A. Lefranc, Paris, A.Colin, 1986
- Dialogue en forme de vision nocturne, éd. R. Salminen, Annales Academiae Scientiarum Fennicae, Helsinki, 1985
- Miroir de Jhesus Christ crucifié, éd. Lucia Fontanella, Alessandria, Edizioni dell'Orso, 1984
- Le Miroir de l'âme pécheresse, éd. J. L. Allaire, Múnic, Fink, 1972
- La navire ou consolation du roi François Ier à sa sœur Marguerite, éd. R. Marichal, Paris, Champion, 1956
- Oraison à nostre seigneur Jésus Christ, éd. Renja Salminen, Annales Acaemiae Scientiarum Fennicae, Helsinki, 198* Les Prisons, éd. S. Glasson, Genève, Droz, 1978
- Théâtre profane, V. L. Saulnier, Paris, Droz, 1946
- Théâtre de Marguerite de Navarre, Nancy Erickson Bouzrara et Catherine Masson, en collab. avec Aurore Evain (éd.), in A. Evain, P. Gethner, H. Goldwyn (dir.), Théâtre de femmes de l'Ancien Régime, vol. 1, XVIe siècle, Saint-Étienne, Publications de l'Université, 2006 [orth. et ponctuation modernisées, format poche].

### Margarida de Navarra i el seu temps

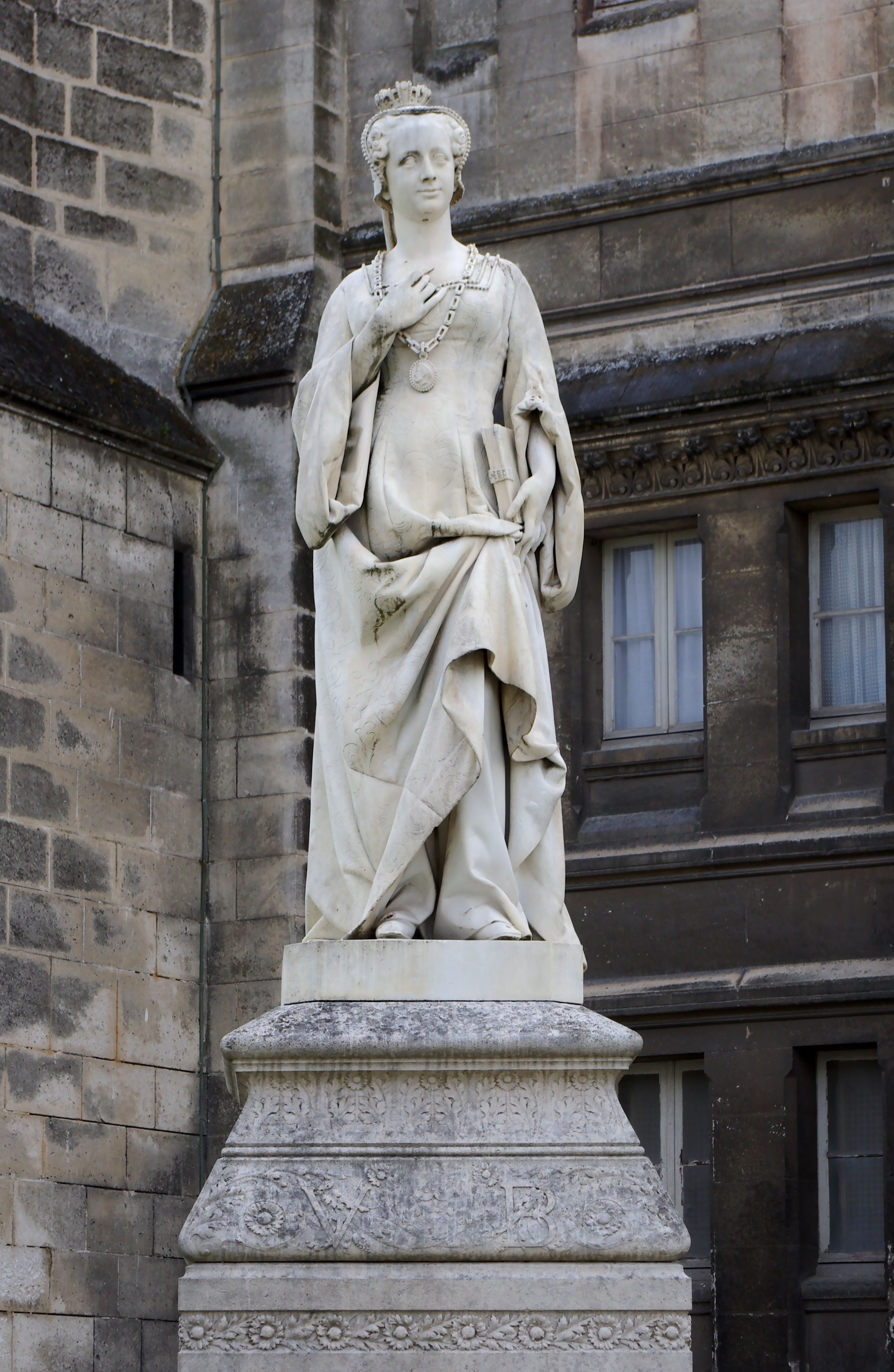
Estàtua a Angulema de Margarida d'Angulema

- Pierre de Bourdeille dit Brantôme, Vie des dames illustres françaises et étrangères, Paris, Classiques Garnier, préface de Louis Moland, s.d.
- Marie Cerati, Marguerite de Navarre, Paris, Sorbier, 1981
- Mary Duclaux, Mary James Darmesteter. La Reine de Navarre, Marguerite d'Angoulême, trad. de l'anglès per Pierre Mercieux, Paris, Calmann-Lévy, 1900
- Jean-Luc Déjean, Marguerite de Navarre, Paris, Fayard, 1987
- Louise de Broglie, comtesse d'Haussonville, Marguerite de Valois, Reine de Navarre, Paris, Michel Lévy, 1870
- Lucien Febvre, Le Problème de l'incroyance au XVIe siècle. La religion de Rabelais, Paris, Albin Michel, 1942;
- Pierre Jourda, Marguerite d'Angoulême, duchesse d'Alençon, reine de Navarre, Paris, Champion, 1930, 2 vol., rééd. Bodega d'Erasmo, Turin, 1968, 2 vol.
- Verdun-Louis Saulnier, « Marguerite de Navarre : Art médiéval et pensée nouvelle », Revue Universitaire, LXIII, 1954
- Nicole Toussaint du Wast, Marguerite de Navarre, perle des Valois, Paris, Max Fourny, 1976.
- Tania Liberati, "Les violences de l'Héptaméron", dans: La loi et la violence dans la narration brève à l'Humanisme et à la Renaissance, University of California Berkeley, Berkeley, 2003 (dissertació doctoral)
- Laurent Vissière, « Les ‘espies' de La Trémoille et le comte Guillaume de Fürstenberg. À propos d'une nouvelle de Marguerite de Navarre », Bibliothèque de l'École des chartes, t. 167 (2009), p. 465-486.
- Anderson Magalhães, Le Comédies bibliques di Margherita di Navarra, tra evangelismo e mistero medievale, in La mujer: de los bastidores al proscenio en el teatro del siglo XVI, ed. de I. Romera Pintor y J. L. Sirera, Valencia, Publicacions de la Universitat de València, 2011, pp. 171-201.